# یرواند آزادیان
یرواند نازارتی آزادیان (ارمنی: Երվանդ Նազարեթի Ազատյան؛ زادهٔ ۱۳ مهٔ ۱۹۳۵ - درگذشته ۲۵ مارس ۲۰۲۳) نویسنده، فعال اهل ارمنستان بود.

## زندگی‌نامه
آزادیان از دانشگاه آمریکایی بیروت فارغ‌التحصیل شد. وی عضو اتحادیه نویسندگان ارمنستان بود.